# 26629 Zahller
26629 Zahller è un asteroide della fascia principale. Scoperto nel 2000, presenta un'orbita caratterizzata da un semiasse maggiore pari a 2,6694073 UA e da un'eccentricità di 0,1132372, inclinata di 11,30492° rispetto all'eclittica.